# Ilona Mononen
Ilona Mononen (Hämeenlinna, 18 dicembre 2003) è una siepista e mezzofondista finlandese.

## Palmarès
| Anno | Manifestazione               | Sede                | Evento       | Risultato | Prestazione | Note                                                               |
| ---- | ---------------------------- | ------------------- | ------------ | --------- | ----------- | ------------------------------------------------------------------ |
| 2021 | Mondiali U20                 | Nairobi             | 1500 m piani | 8ª        | 4'28"13     |                                                                    |
| 2021 | Mondiali U20                 | Nairobi             | 3000 m piani | 5ª        | 9'30"63     |                                                                    |
| 2021 | Europei U20                  | Tallinn             | 3000 m piani | Oro       | 9'15"66     | Miglior prestazione personale                                      |
| 2021 | Europei di cross             | Dublino             | Corsa U20    | 4ª        | 13'49"      |                                                                    |
| 2021 | Europei di cross             | Dublino             | A squadre    |           |             |                                                                    |
| 2022 | Mondiali U20                 | Cali                | 1500 m piani | 8ª        | 4'16"19     |                                                                    |
| 2022 | Mondiali U20                 | Cali                | 3000 m piani | 5ª        | 9'21"12     |                                                                    |
| 2022 | Europei                      | Monaco              | 5000 m piani | 18ª       | 16'10"97    |                                                                    |
| 2022 | Europei di cross             | Venaria Reale       | Corsa U20    | Bronzo    | 13'08"      |                                                                    |
| 2022 | Europei di cross             | Venaria Reale       | A squadre    |           |             |                                                                    |
| 2023 | Europei U23                  | Espoo               | 1500 m piani | Batteria  | 4'18"06     |                                                                    |
| 2023 | Europei U23                  | Espoo               | 5000 m piani | 8ª        | 15'57"99    |                                                                    |
| 2023 | Europei di cross             | Bruxelles           | Corsa U23    | Argento   | 26'55"      |                                                                    |
| 2023 | Europei di cross             | Bruxelles           | A squadre    |           |             |                                                                    |
| 2024 | Europei                      | Roma                | 3000 m siepi | 6ª        | 9'23"28     | Record nazionale · Miglior prestazione europea stagionale under 23 |
| 2024 | Giochi olimpici              | Parigi              | 3000 m siepi | Batteria  | 9'22"77     | Record nazionale                                                   |
| 2024 | Europei di cross             | Antalya             | Corsa U23    | Bronzo    | 21'24"      |                                                                    |
| 2024 | Europei di cross             | Antalya             | A squadre    |           |             |                                                                    |
| 2025 | Europei su strada            | Bruxelles e Lovanio | 10 km        | 16ª       | 32'20"      |                                                                    |
| 2025 | Europei U23                  | Bergen              | 3000 m siepi | Oro       | 9'30"49     |                                                                    |
| 2025 | Giochi mondiali universitari | Reno-Ruhr           | 3000 m siepi | Oro       | 9'31"86     | Record delle Universiadi                                           |

## Campionati nazionali
2019
- Bronzo ai campionati finlandesi under-17, 1500 m piani - 4'52"61
- Bronzo ai campionati finlandesi under-17, 800 m piani - 2'17"74

2020
- Argento ai campionati finlandesi, 1500 m piani - 4'31"61
- Bronzo ai campionati finlandesi, 800 m piani - 2'12"46
- Oro ai campionati finlandesi under-18, 3000 m piani - 10'37"41
- Oro ai campionati finlandesi under-18, 1500 m piani - 4'39"47
- Oro ai campionati finlandesi under-18, 800 m piani - 2'15"98
- Oro ai campionati finlandesi under-18 indoor, 1500 m piani - 4'41"58
- Oro ai campionati finlandesi under-18 indoor, 800 m piani - 2'14"13

2021
- Argento ai campionati finlandesi, 1500 m piani - 4'23"66
- Bronzo ai campionati finlandesi indoor, 1500 m piani - 4'29"85
- Argento ai campionati finlandesi indoor, 800 m piani - 2'09"52
- Oro ai campionati finlandesi under-20 indoor, 3000 m piani - 9'55"53
- Oro ai campionati finlandesi under-19 di 10 km su strada - 37'11"

2022
- Argento ai campionati finlandesi, 5000 m piani - 15'53"64
- Oro ai campionati finlandesi under-20, 3000 m piani - 9'34"27
- Oro ai campionati finlandesi under-20, 1500 m piani - 4'31"37
- Oro ai campionati finlandesi indoor, 3000 m piani - 9'49"22
- Oro ai campionati finlandesi under-20 indoor, 800 m piani - 2'08"92

2023
- Argento ai campionati finlandesi, 5000 m piani - 16'03"53
- Bronzo ai campionati finlandesi, 1500 m piani - 4'17"07
- Oro ai campionati finlandesi di corsa campestre - 13'35"
- Argento ai campionati finlandesi under-23, 5000 m piani - 15'41"82
- Oro ai campionati finlandesi under-23, 3000 m siepi - 10'12"64
- Oro ai campionati finlandesi under-23, 1500 m piani - 4'26"31

2024
- Argento ai campionati finlandesi indoor, 3000 m piani - 9'05"62

2025
- Oro ai campionati finlandesi indoor, 3000 m piani - 9'24"85
- Oro ai campionati finlandesi indoor, 1500 m piani - 4'27"15

## Altre competizioni internazionali
2021
- 7ª nella First League degli Europei a squadre ( Cluj-Napoca), 3000 m piani  - 9'17"24

2022
- Argento al Nordic Indoor Match ( Uppsala), 1500 m piani indoor - 4'19"69

2024
- 13ª al Golden Gala ( Roma), 3000 m siepi - 9'32"61

2025
- Oro ai Campionati europei a squadre di atletica leggera ( Madrid), 3000 m siepi - 9'49"21